# Sony Xperia X Performance
Il Sony Xperia X Performance è uno smartphone di Sony presentato il 22 febbraio 2016 al Mobile World Congress insieme a Xperia X e Xperia XA e venduto da giugno 2016.

## Caratteristiche tecniche

### Hardware
Xperia X Performance ha un design con vetro anteriore curvo ai lati e monoblocco in metallo posteriore ed è presente nelle colorazioni Bianco, Nero grafite, Oro lime, Oro rosa. Ha resistenza ad acqua e polvere IP65/68 e può restare per 30 minuti ad 1,5 metri di profondità in acqua. Le dimensioni sono di 143,7 x 70,4 x 8,7 mm e il peso è di 164,4 grammi.
Ha un chipset Qualcomm Snapdragon 820 con CPU quad-core (2x2.15 GHz Kryo + 2x1.6 GHz Kryo) e GPU Adreno 530.
La memoria RAM è di 3 GB mentre la memoria interna è di 32 GB nella versione con una sola SIM mentre è di 64 GB in quella dual SIM. La memoria interna è in entrambi i casi espandibile con microSD fino a 256 GB, ma nella versione dual SIM c'è uno slot ibrido in cui si inserisce o la seconda SIM o la microSD.
La connettività è 2G GSM, 3G HSPA, 4G LTE, Wi-Fi 802.11 a/b/g/n/ac, dual-band (con Wi-Fi Direct, DLNA, hotspot), Bluetooth 4.2 (con A2DP, aptX, LE), GPS con A-GPS, GLONASS o BDS (in base alla regione di vendita), NFC, microUSB 2.0. La radio FM è invece assente.
Lo schermo è un touchscreen capacitivo IPS LCD da 5 pollici full HD con tecnologia Triluminos e X-Reality Engine di Sony.
La fotocamera posteriore è una 23 megapixel, con sensore Exmor RS, messa a fuoco automatica ibrida intuitiva, obiettivo G Lens con apertura massima di f/2.0, stabilizzazione SteadyShot e video Full-HD@30/60fps. La fotocamera anteriore è una 13 megapixel con avvio rapido in meno di 0,03 secondi, obiettivo con f/2.0, SteadyShot e video Full-HD 1080p.
La batteria è una 2700 mAh agli ioni di litio non removibile con la tecnologia Qnovo Adaptive Charging, l'audio ad alta definizione con registrazione stereo, tecnologia LDAC ed eliminazione digitale del rumore e il sensore d'impronte digitali è presente ed è posizionato lateralmente (nel tasto d'accensione).

### Software
Il dispositivo è venduto con Android 6.0.1 Marshmellow con l'interfaccia utente classica di Sony e dal 29 novembre 2016 è stato diffuso l'aggiornamento ufficiale dell'X Performance a 7.0 Nougat.